# Albert Alain
Albert Alain (Saint-Germain-en-Laye, 1 de març de 1880 - 15 d'octubre 1971) fou un organista i compositor francès. Alumne d'Alexandre Guilmant, Gabriel Fauré i Louis Vierne, Albert Alain fou organista de l'església de Saint-Germain-en-Laye des de 1924 fins que va morir el 1971.
Apassionat de la construcció d'orgue, va construir al llarg dels anys (1911-1970) un instrument amb 4 teclats i 43 parades a casa seva. Aquest orgue està instal·lat al mnestir de la comuna de Romainmôtier, Suïssa.
Es va casar amb Magdeleine Alberty el 1910, i van ser pares de quatre fills
també organistes Jehan, Marie Odile, Olivier i Marie Claire Alain, va construir el seu propi orgue a la sala d'estar de casa seva, on practicava amb els fills. És autor de diverses peces vocals acompanyades d'orgue (oratoris, misses, cantates i motets) i algunes peces instrumentals per a orgue i harmònium.
| « | <"A la casa Alain, situada als suburbis de París, on, al llarg de la meva infància, vaig sentir els sons simultanis d'un orgue amb quatre teclats i dos o tres pianos. Vam riure, com una bona broma, de la frase "tots els músics de la família", perquè invariablement apareixia a la boca de la gent que ens va conèixer per primera vegada. I tots nosaltres, els quatre fills d'Albert Alain, ens estàvem llançant bojament a la música.> | » |

diu la filla (Marie-Claire Alain)

## Obres
Com a compositor de música religiosa, és responsable de 469 peces, entre elles:
Orgue i harmònium
- Final sobre el carilló de Luçon op. 324
- Scherzo per a un gran orgue
- Andante per a un gran orgue
- 5 peces fàcils en forma de Messe Basse
- Peces per a orgue o harmònium a Les Maîtres contemporains de l'orgue, da l'abat Joubert, vol. 4: Ofertori per Setmana Santa a l'Antífona "Vespere" i la Prosa "O Filii"; Marxa nupcial (1900); Vol. 7: Alla Hændel, Alla Bach, Alla Franck per a gran orgue amb pedal (1914). Peces d'orgue, 1a sèrie.
- Pièces d'orgue, 2e série, Sénart, París (1914) : IV. Processó - V. Andantino - VI. Rapsòdia en Nadales conegudes.
- 15 Peces per a harmònium o orgue sobre temes litúrgics, L.-J. Biton, St-Laurent-sur-Sèvre (Vendée), 1919.
- Suite heroica en el segon número de la sèrie Les veus del dolor cristià publicada per l'abat Joubert a A. Ledent-Malay a Brussel·les (1924).

Música vocal

Motets:
- À la Sainte Croix (4 veus mixtes o 3 iguals i orgue);
- Ave Verum Corpus (4 veus mixtes);
- Choral final: Chantons Jésus (4 veus mixtes o 3 veus iguals);
- Mystères Glorieux (solista i cor amb 4 veus mixtes i orgue);
- Isti Sunt Agni Novelli (4 veus mixtes).
- Quae es ista (duet i cor a dues veus iguals) - 1903;>
- Messe de Noël sur des thèmes anciens (4 veus mixtes ' orgue) ;
- Messe en l'honneur de Saint Louis (4 veus mixtes/uníson o 4 veus

igualar amb l'acompanyament);
- Messe Royale du 1° Ton de Henry Du Mont (4 veus mixtes).
- Cantate à Sainte Louise de Marillac (cant i orgue) ;
- La Cathédrale Incendiée (4 veus mixtes i orgue) paraules d'Henri Ghéon.